# Piccadilly line
Piccadilly line – jedna z linii metra w Londynie, oznaczana kolorem ciemnoniebieskim. Istnieje od 1906 roku. Obecnie liczy 53 stacje (w tym 25 podziemnych), zaś łączna długość jej trasy wynosi 71 kilometrów. Korzysta z niej ok. 176 milionów pasażerów rocznie.

## Przebieg linii
Linia składa się z odcinka głównego, biegnącego od wschodniego krańca Cockfosters do stacji Acton Town, oraz z dwóch odgałęzień. Pierwsze z nich prowadzi do krańca Uxbridge i w końcowej części pokrywa się z jedną z odnóg Metropolitan Line. Drugie łączy centrum Londynu z lotniskiem Heathrow. Linia zaliczana jest do grupy deep level lines, co oznacza, że na odcinkach podziemnych tor w każdą stronę ułożony został w osobnym tunelu, na średniej głębokości ok. 20 metrów. 

## Tabor

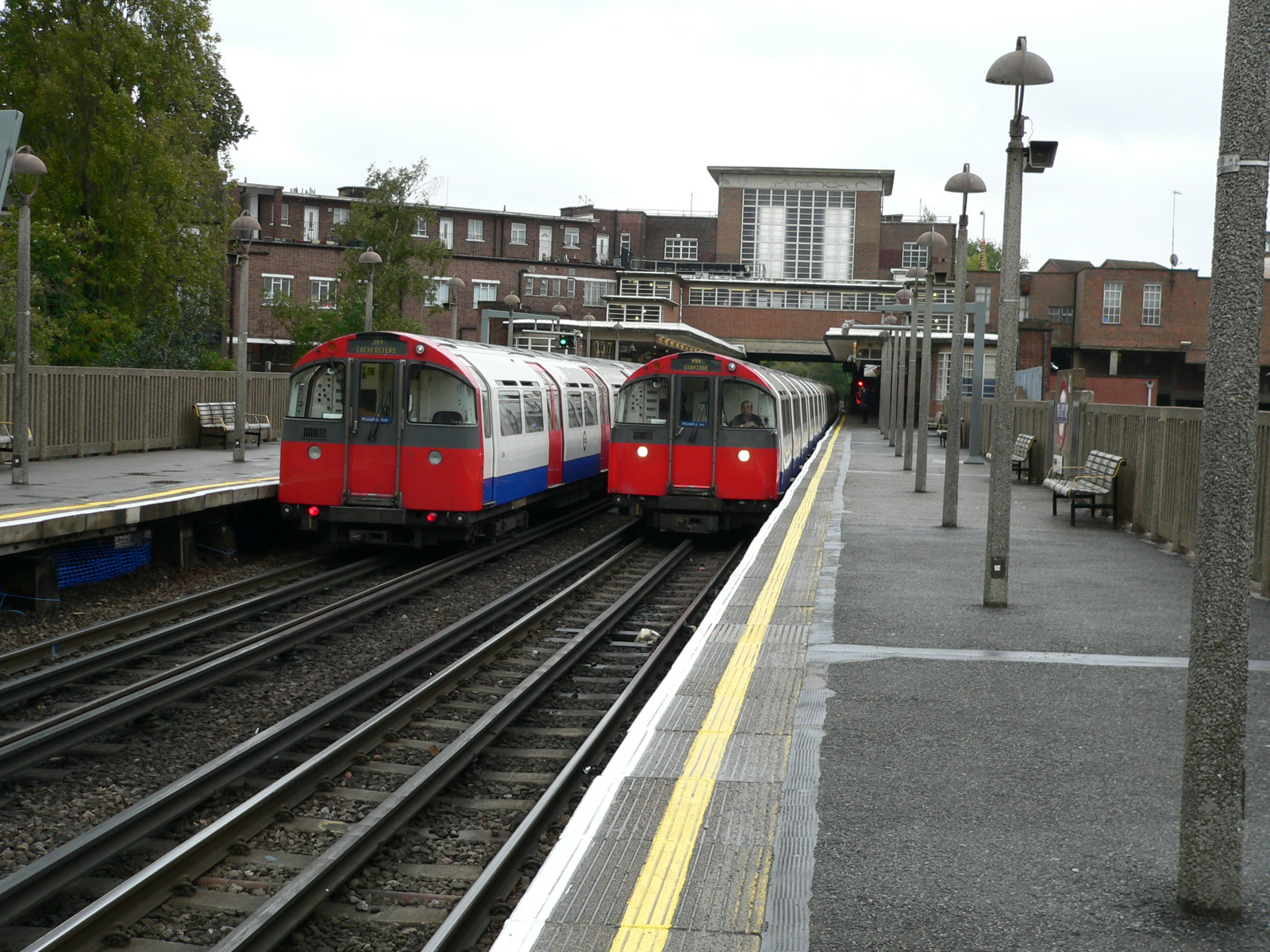
Pociągi klasy 1973 Stock

Linia obsługiwana jest przez pociągi klasy 1973 Stock, dostarczane w latach 1973–1975 przez nieistniejącą już firmę Metro Cammel z Birmingham. Obecnie metro jest w posiadaniu 88 składów tego typu. W godzinach szczytu na linii pracuje 76 pociągów.